# Saliha szultána
Saliha szultána, oszmán szultána. II. Musztafa oszmán szultán asszonya, I. Mahmud oszmán szultán édesanyja.

## Előélete
1680-ban született Konstantinápoly-ban, egy görög család leányaként. Eredeti neve Alexandra volt.  Végül kiskorában nemesekhez került, majd onnan a palotába..

## Élete a palotában, kedvencként, majd Válide szultánaként
Mindössze 15 éves volt mikor bemutatták II. Musztafának , és azonnal elnyerte az uralkodó kegyét. 1696-ban megszülte az első fiát, ezzel megkapva Szultána rangot.
2 évvel később életet adott Rukiye szultánának, de a kislány korán meghalt. Fatma szultána, a harmadik lánya 1699-ben született, de szintén egy év múlva meghalt.
Miután 1703-ban a férjét eltávolították, ő a régi palotába került. Ott volt egészen 1730-ig, mikor is a fia került a trónra, ezzel a Válide szultána címet biztosítva anyjának.
Fia uralkodásának kilencedik évében, 1739-ben elhunyt.

## Gyermekei
- I. Mahmud oszmán szultán (1696–1754)
- Rukiye szultána (1698–1699)
- Fatma szultána (1699–1700)